# Dubai Tennis Championships 2020 - Qualificazioni singolare femminile
Le qualificazioni del singolare del Dubai Tennis Championships 2020 sono state un torneo di tennis preliminare per accedere alla fase finale della manifestazione. Le vincitrici dell'ultimo turno sono entrate di diritto nel tabellone principale. In caso di ritiro di una o più giocatrici aventi diritto, a queste sono subentrate le lucky loser, ossia le giocatrici che hanno perso nell'ultimo turno ma che avevano una classifica più alta rispetto alle altre partecipanti che avevano comunque perso nel turno finale.

## Teste di serie
1. Julia Görges (secondo turno)
2. Zhang Shuai (secondo turno)
3. Zheng Saisai (primo turno)
4. Kristina Mladenovic (qualificata)
5. Veronika Kudermetova (qualificata)
6. Hsieh Su-wei (ultimo turno, lucky loser)

1. Polona Hercog (ultimo turno)
2. Alison Van Uytvanck (ultimo turno)
3. Jennifer Brady (qualificata)
4. Anna Blinkova (secondo turno)
5. Carla Suárez Navarro (ultimo turno)
6. Ajla Tomljanović (primo turno)

## Qualificate
1. Sorana Cîrstea
2. Aliaksandra Sasnovich
3. Kateřina Siniaková

1. Kristina Mladenovic
2. Veronika Kudermetova
3. Jennifer Brady

### Lucky loser
1. Hsieh Su-wei

## Tabellone

### Legenda
| - Q = Qualificato - WC = Wild card - LL = Lucky loser | - ALT = Alternate - SE = Special Exempt - PR = Protected Ranking | - w/o = Walkover - r = Ritirato - d = Squalificato |

### Sezione 1
|  | Primo turno         | Primo turno          | Primo turno          | Primo turno | Primo turno |  |  | Secondo turno | Secondo turno        | Secondo turno        | Secondo turno        | Secondo turno |   |   | Ultimo turno | Ultimo turno   | Ultimo turno | Ultimo turno | Ultimo turno |  |
|  |                     |                      |                      |             |             |  |  |               |                      |                      |                      |               |   |   |              |                |              |              |              |  |
|  | 1                   | Julia Görges         | Julia Görges         | 6           | 6           |  |  |               |                      |                      |                      |               |   |   |              |                |              |              |              |  |
|  |                     | Camila Giorgi        | Camila Giorgi        | 2           | 4           |  |  | 1             | Julia Görges         | 7                    | 4                    | 64            |   |   |              |                |              |              |              |  |
|  | Margarita Gasparyan | Margarita Gasparyan  | Margarita Gasparyan  | 4           | 3           |  |  |               | Sorana Cîrstea       | 5                    | 6                    | 7             |   |   |              |                |              |              |              |  |
|  | Sorana Cîrstea      | Sorana Cîrstea       | Sorana Cîrstea       | 6           | 6           |  |  |               |                      |                      |                      |               |   |   |              | Sorana Cîrstea | 6            | 1            | 6            |  |
|  | Anna Danilina       | Anna Danilina        | 2                    | 6           | 6           |  |  |               |                      | 11                   | Carla Suárez Navarro | 2             | 6 | 4 |              |                |              |              |              |  |
|  | Varvara Flink       | Varvara Flink        | 6                    | 4           | 4           |  |  |               | Anna Danilina        | Anna Danilina        | 3                    | 1             |   |   |              |                |              |              |              |  |
|  |                     | Bibiane Schoofs      | Bibiane Schoofs      | 1           | 4           |  |  | 11            | Carla Suárez Navarro | Carla Suárez Navarro | 6                    | 6             |   |   |              |                |              |              |              |  |
|  | 11                  | Carla Suárez Navarro | Carla Suárez Navarro | 6           | 6           |  |  |               |                      |                      |                      |               |   |   |              |                |              |              |              |  |

### Sezione 2
|  | Primo turno        | Primo turno           | Primo turno        | Primo turno | Primo turno |  |  | Secondo turno | Secondo turno         | Secondo turno         | Secondo turno         | Secondo turno         |   |   | Ultimo turno | Ultimo turno | Ultimo turno | Ultimo turno | Ultimo turno |  |
|  |                    |                       |                    |             |             |  |  |               |                       |                       |                       |                       |   |   |              |              |              |              |              |  |
|  | 2                  | Zhang Shuai           | Zhang Shuai        | 6           | 6           |  |  |               |                       |                       |                       |                       |   |   |              |              |              |              |              |  |
|  |                    | Misaki Doi            | Misaki Doi         | 4           | 3           |  |  | 2             | Zhang Shuai           | 6                     | 4                     | 610                   |   |   |              |              |              |              |              |  |
|  | Ana Bogdan         | Ana Bogdan            | Ana Bogdan         | 6           | 6           |  |  |               | Ana Bogdan            | 3                     | 6                     | 7                     |   |   |              |              |              |              |              |  |
|  | Barbora Krejčíková | Barbora Krejčíková    | Barbora Krejčíková | 4           | 4           |  |  |               |                       |                       |                       |                       |   |   | Ana Bogdan   | Ana Bogdan   | Ana Bogdan   | 4            | 64           |  |
|  |                    | Aliaksandra Sasnovich | 7                  | 2           | 6           |  |  |               |                       | Aliaksandra Sasnovich | Aliaksandra Sasnovich | Aliaksandra Sasnovich | 6 | 7 |              |              |              |              |              |  |
|  | WC                 | Luisa Stefani         | 6(1)               | 6           | 2           |  |  |               | Aliaksandra Sasnovich | Aliaksandra Sasnovich | 6                     | 6                     |   |   |              |              |              |              |              |  |
|  |                    | Magdalena Fręch       | 4                  | 6           | 3           |  |  | 10            | Anna Blinkova         | Anna Blinkova         | 1                     | 2                     |   |   |              |              |              |              |              |  |
|  | 10                 | Anna Blinkova         | 6                  | 2           | 6           |  |  |               |                       |                       |                       |                       |   |   |              |              |              |              |              |  |

### Sezione 3
|  | Primo turno            | Primo turno            | Primo turno            | Primo turno | Primo turno |  |  | Secondo turno          | Secondo turno          | Secondo turno          | Secondo turno       | Secondo turno |   |   | Ultimo turno | Ultimo turno       | Ultimo turno | Ultimo turno | Ultimo turno |  |
|  |                        |                        |                        |             |             |  |  |                        |                        |                        |                     |               |   |   |              |                    |              |              |              |  |
|  | 3                      | Zheng Saisai           | Zheng Saisai           | 68          | 4           |  |  |                        |                        |                        |                     |               |   |   |              |                    |              |              |              |  |
|  |                        | Kateřina Siniaková     | Kateřina Siniaková     | 7           | 6           |  |  | Kateřina Siniaková     | Kateřina Siniaková     | Kateřina Siniaková     | 6                   | 6             |   |   |              |                    |              |              |              |  |
|  | Elitsa Kostova         | Elitsa Kostova         | Elitsa Kostova         | 5           | 1           |  |  | Giulia Gatto-Monticone | Giulia Gatto-Monticone | Giulia Gatto-Monticone | 1                   | 4             |   |   |              |                    |              |              |              |  |
|  | Giulia Gatto-Monticone | Giulia Gatto-Monticone | Giulia Gatto-Monticone | 7           | 6           |  |  |                        |                        |                        |                     |               |   |   |              | Kateřina Siniaková | 5            | 6            | 7            |  |
|  | Kristína Kučová        | Kristína Kučová        | 3                      | 6           | 6           |  |  |                        |                        | 8                      | Alison Van Uytvanck | 7             | 2 | 5 |              |                    |              |              |              |  |
|  | Katarina Zavatska      | Katarina Zavatska      | 6                      | 2           | 3           |  |  |                        | Kristína Kučová        | Kristína Kučová        | 4                   | 63            |   |   |              |                    |              |              |              |  |
|  |                        | Angelina Gabueva       | Angelina Gabueva       | 1           | 4           |  |  | 8                      | Alison Van Uytvanck    | Alison Van Uytvanck    | 6                   | 7             |   |   |              |                    |              |              |              |  |
|  | 8                      | Alison Van Uytvanck    | Alison Van Uytvanck    | 6           | 6           |  |  |                        |                        |                        |                     |               |   |   |              |                    |              |              |              |  |

### Sezione 4
|  | Primo turno           | Primo turno           | Primo turno           | Primo turno | Primo turno |  |  | Secondo turno | Secondo turno       | Secondo turno       | Secondo turno | Secondo turno |   |   | Ultimo turno | Ultimo turno        | Ultimo turno        | Ultimo turno | Ultimo turno |  |
|  |                       |                       |                       |             |             |  |  |               |                     |                     |               |               |   |   |              |                     |                     |              |              |  |
|  | 4                     | Kristina Mladenovic   | Kristina Mladenovic   | 6           | 6           |  |  |               |                     |                     |               |               |   |   |              |                     |                     |              |              |  |
|  |                       | Jasmine Paolini       | Jasmine Paolini       | 1           | 4           |  |  | 4             | Kristina Mladenovic | Kristina Mladenovic | 6             | 6             |   |   |              |                     |                     |              |              |  |
|  | Natalia Vikhlyantseva | Natalia Vikhlyantseva | Natalia Vikhlyantseva | 3           | 2           |  |  |               | Daria Kasatkina     | Daria Kasatkina     | 3             | 3             |   |   |              |                     |                     |              |              |  |
|  | Daria Kasatkina       | Daria Kasatkina       | Daria Kasatkina       | 6           | 6           |  |  |               |                     |                     |               |               |   |   | 4            | Kristina Mladenovic | Kristina Mladenovic | 6            | 6            |  |
|  | Ysaline Bonaventure   | Ysaline Bonaventure   | 62                    | 6           | 2           |  |  |               |                     | 7                   | Polona Hercog | Polona Hercog | 3 | 1 |              |                     |                     |              |              |  |
|  | Han Xinyun            | Han Xinyun            | 7                     | 2           | 6           |  |  |               | Han Xinyun          | Han Xinyun          | 2             | 4             |   |   |              |                     |                     |              |              |  |
|  |                       | You Xiaodi            | You Xiaodi            | 3           | 3           |  |  | 7             | Polona Hercog       | Polona Hercog       | 6             | 6             |   |   |              |                     |                     |              |              |  |
|  | 7                     | Polona Hercog         | Polona Hercog         | 6           | 6           |  |  |               |                     |                     |               |               |   |   |              |                     |                     |              |              |  |

### Sezione 5
|  | Primo turno       | Primo turno           | Primo turno          | Primo turno | Primo turno |  |  | Secondo turno         | Secondo turno         | Secondo turno         | Secondo turno         | Secondo turno         |   |   | Ultimo turno | Ultimo turno         | Ultimo turno         | Ultimo turno | Ultimo turno |  |
|  |                   |                       |                      |             |             |  |  |                       |                       |                       |                       |                       |   |   |              |                      |                      |              |              |  |
|  | 5                 | Veronika Kudermetova  | Veronika Kudermetova | 6           | 6           |  |  |                       |                       |                       |                       |                       |   |   |              |                      |                      |              |              |  |
|  | WC                | Sarah Beth Grey       | Sarah Beth Grey      | 2           | 4           |  |  | 5                     | Veronika Kudermetova  | 5                     | 6                     | 6                     |   |   |              |                      |                      |              |              |  |
|  | Tereza Martincová | Tereza Martincová     | Tereza Martincová    | 7           | 6           |  |  |                       | Tereza Martincová     | 7                     | 3                     | 4                     |   |   |              |                      |                      |              |              |  |
|  | Jil Teichmann     | Jil Teichmann         | Jil Teichmann        | 5           | 4           |  |  |                       |                       |                       |                       |                       |   |   | 5            | Veronika Kudermetova | Veronika Kudermetova | 6            | 6            |  |
|  | Kirsten Flipkens  | Kirsten Flipkens      | Kirsten Flipkens     | 6           | 7           |  |  |                       |                       |                       | Bethanie Mattek-Sands | Bethanie Mattek-Sands | 4 | 2 |              |                      |                      |              |              |  |
|  | Viktorija Golubic | Viktorija Golubic     | Viktorija Golubic    | 3           | 5           |  |  | Kirsten Flipkens      | Kirsten Flipkens      | Kirsten Flipkens      | 1                     | 1                     |   |   |              |                      |                      |              |              |  |
|  |                   | Bethanie Mattek-Sands | 6                    | 3           | 7           |  |  | Bethanie Mattek-Sands | Bethanie Mattek-Sands | Bethanie Mattek-Sands | 6                     | 6                     |   |   |              |                      |                      |              |              |  |
|  | 12                | Ajla Tomljanović      | 4                    | 6           | 67          |  |  |                       |                       |                       |                       |                       |   |   |              |                      |                      |              |              |  |

### Sezione 6
|  | Primo turno | Primo turno        | Primo turno        | Primo turno | Primo turno |  |  | Secondo turno | Secondo turno      | Secondo turno      | Secondo turno  | Secondo turno  |   |   | Ultimo turno | Ultimo turno | Ultimo turno | Ultimo turno | Ultimo turno |  |
|  |             |                    |                    |             |             |  |  |               |                    |                    |                |                |   |   |              |              |              |              |              |  |
|  | 6           | Hsieh Su-wei       | Hsieh Su-wei       | 6           | 6           |  |  |               |                    |                    |                |                |   |   |              |              |              |              |              |  |
|  |             | Chloé Paquet       | Chloé Paquet       | 2           | 2           |  |  | 6             | Hsieh Su-wei       | Hsieh Su-wei       | 7              | 6              |   |   |              |              |              |              |              |  |
|  | WC          | Tena Lukas         | Tena Lukas         | 4           | 3           |  |  |               | Liudmila Samsonova | Liudmila Samsonova | 6(1)           | 2              |   |   |              |              |              |              |              |  |
|  |             | Liudmila Samsonova | Liudmila Samsonova | 6           | 6           |  |  |               |                    |                    |                |                |   |   | 6            | Hsieh Su-wei | Hsieh Su-wei | 2            | 2            |  |
|  | WC          | Vera Pursnani      | Vera Pursnani      | 0           | 0           |  |  |               |                    | 9                  | Jennifer Brady | Jennifer Brady | 6 | 6 |              |              |              |              |              |  |
|  |             | Gabriela Dabrowski | Gabriela Dabrowski | 6           | 6           |  |  |               | Gabriela Dabrowski | Gabriela Dabrowski | 4              | 3              |   |   |              |              |              |              |              |  |
|  |             | Kristýna Plíšková  | Kristýna Plíšková  | 3           | 63          |  |  | 9             | Jennifer Brady     | Jennifer Brady     | 6              | 6              |   |   |              |              |              |              |              |  |
|  | 9           | Jennifer Brady     | Jennifer Brady     | 6           | 7           |  |  |               |                    |                    |                |                |   |   |              |              |              |              |              |  |